# Salisbury Garden

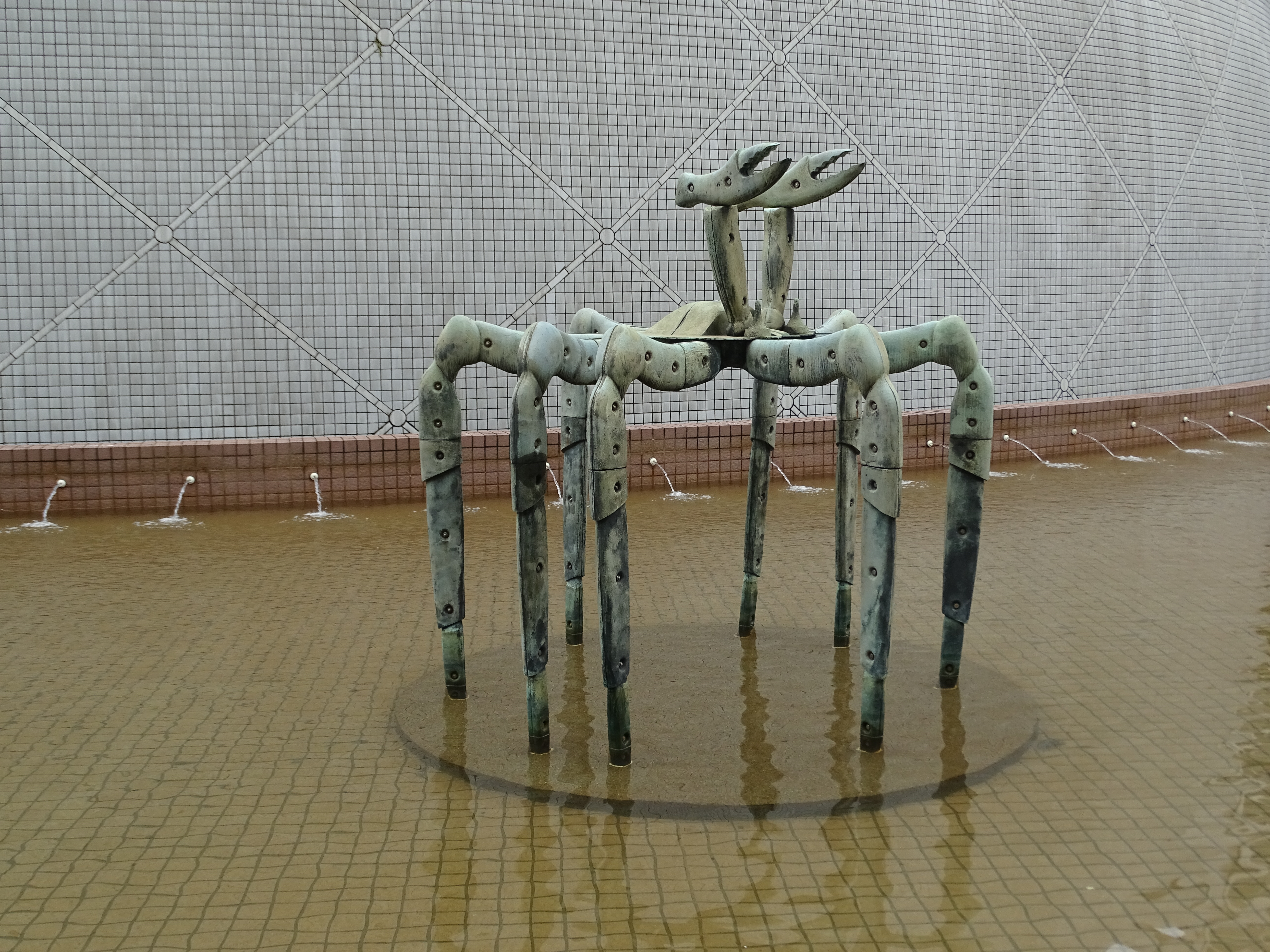
„Crab No. 1“ (1984) von Cheung Yee, Salisbury Garden, 2018

Der Salisbury Garden (chinesisch 梳士巴利花園 / 梳士巴利花园) – zusammen mit dem 2014 eröffneten Art Square – ist eine öffentliche Garten- und Kunstanlage im ehemaligen District Tsim Sha Tsui im Süden von Kowloon,  Hongkong. Sie verläuft entlang der Hauptverkehrsstraße Salisbury Road, die im Norden liegt, im Süden befindet sich der Victoria Harbour. Der Art Square wurde 2014 eröffnet.

## Salisbury Garden
Der Salisbury Garden ist eine öffentliche Gartenanlage, die 1997 eröffnet wurde und heute durch das Leisure and Cultural Services Department, kurz „LCSD“ (Freizeit- und Kulturabteilung), eine Abteilung der Regierung von Hongkong, verwaltet und betrieben wird. Sie ist ein Teil eines größeren Freizeit- und Kulturkomplexes, des Hong Kong Cultural Centre Complex (HKCCC), die sich auf dem Areal dicht nebeneinander befinden; außer dem Salisbury Garden gibt es noch das Hong Kong Cultural Centre, das Hong Kong Museum of Art und das Hong Kong Space Museum.

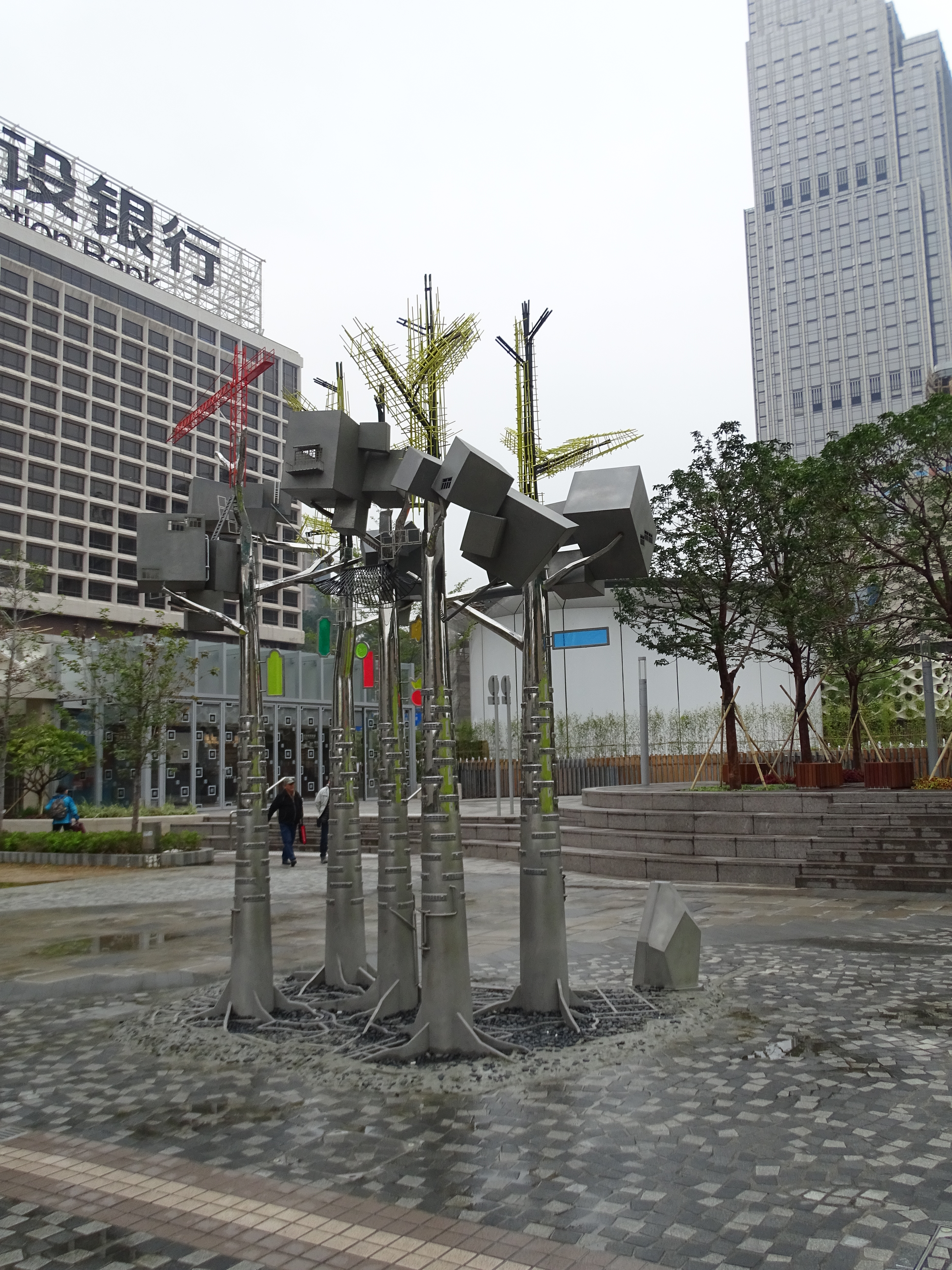
„Million Lights“ von Kevin Fung, Ausstellung „Growing City．Growing Home“ (2017/2018)

Im Januar 2013 wurde beschlossen, das ganze Areal einer gründlichen Renovierung zu unterziehen. In dem Planungsvorschlag der „Harbourfront Commission“ und „LCSD“ sah man vor, zuerst kurzfristig die Gartenanlage des westlichen Teils zu überholen und sie dann durch das Anlegen des „Art Square“ in diesem Bereich zu erweitern (Phase I). Im östlichen Teil war geplant die Bepflanzung völlig neu zu gestalten (Phase II). Die Pläne wurden den Plänen für die Renovierung anderer Teile des HKCCC, insbesondere des Museum of Art, angepasst. Die Wiedereröffnung des neuen Gartens fand am 8. Dezember 2017 statt. Zu dieser Wiedereröffnung Ende 2017 wurde die Veranstaltung mit dem Namen „Circular Reflection“ vom 9. Dezember 2017 bis zum 11. Februar 2018 vorgesehen. Es handelte sich dabei um verschiedene partizipative und virtuelle Reality-Installationen und experimentelle Performances, an denen sich unter anderem auch das Direktorium des Museum of Art beteiligte.

## Art Square at Salisbury Garden
Der Art Square at Salisbury Garden, kurz häufig nur „Art Square“ genannt, wurde als eine Freilichtergänzung zum Salisbury Garden nach Entwürfen der LCSD und der Harbourfront Commission vorgeschlagen (Phase I des Erneuerungsplans für Salisbury Garden) und am 22. Februar 2014 der Öffentlichkeit zugänglich gemacht. Seitdem wird der Platz für Openair-Ausstellungen von Skulpturen besonders lokaler Künstler benutzt. Die wechselnden Ausstellungen werden durch das Museum of Art vorgeschlagen, installiert und betreut. Weitere kulturelle Programme finden ebenfalls statt.
In der Vergangenheit wurden unter anderem folgende Ausstellungen im Art Square durchgeführt:
- 22. Februar 2014 – 3. August 2014 – Die Ausstellung, die dem Thema „Heaven, Earth and Man – A Hong Kong Art Exhibition“ gewidmet war, fand zur Eröffnung des Art Square am 22. Februar 2014 statt und war die erste Outdoor-Ausstellung auf diesem Platz. Große Skulpturen von drei bekannten Künstlern der Stadt sollten die Besucher dazu bringen, die „verschiedenen Elemente der Natur zu schätzen, die Interaktion zwischen Menschen zu erforschen und die künstlerische Atmosphäre zu genießen“. Die Ausstellung lief bis zum 30. August 2014.[3][4]
- 28. November 2015 – 29. Mai 2016 – „Wall-less Chit-ChaNt“, deutsch etwa „mauerlose Plauderei (Gesänge)“, mit zwei großformatigen Kunstwerken im Mittelpunkt, die zu ungezwungenen Gesprächen und interaktivem Miteinander-Handeln anregen sollten. Neben einer Stuhl-Installation von Freeman Lau fand die Installation des Konzeptkünstlers Zheng Bo mit dem Titel „Sing for her“ großes Interesse. Mittels Musik sollten die verschiedenen ethnischen Minderheiten der Stadt mehr voneinander erfahren und zueinander finden und sich gegenseitig zu verstehen.[5]
- 8. Dezember 2017 – November 2018 – „Growing City · Growing Home“ ist der Titel der Ausstellung, die sich mit der Vergangenheit, Gegenwart und der Zukunft Hongkongs auseinandersetzt und das sich rasch ändernde Aussehen der Stadt kritisch reflektiert.[6][7]

Art Square und Salisbury Garden
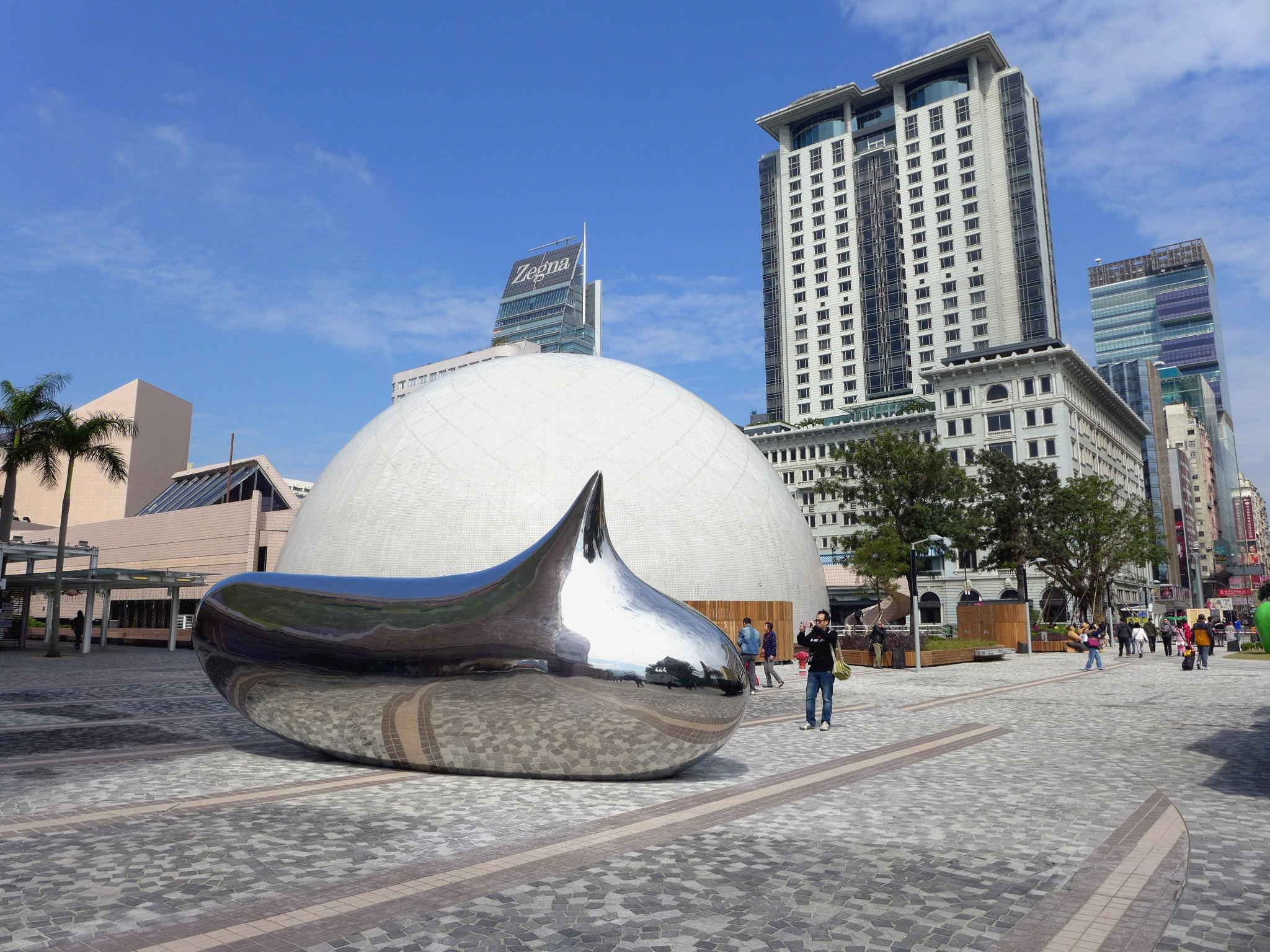
„Wassertropfen“ – „Heaven, Earth & Man“, 2014
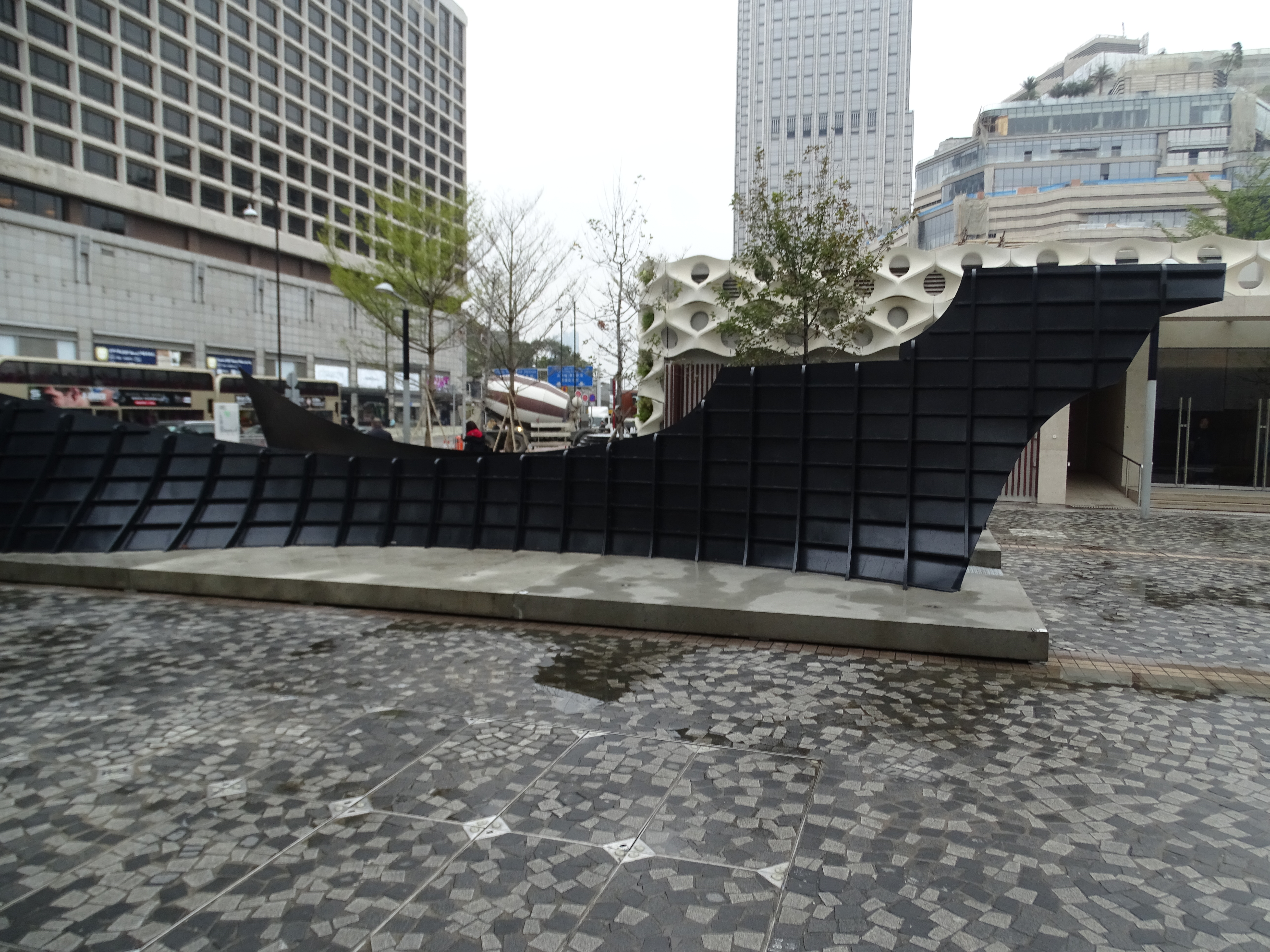
„Time Slip“ von Stanley Siu, „Growing City．Growing Home“, 2018
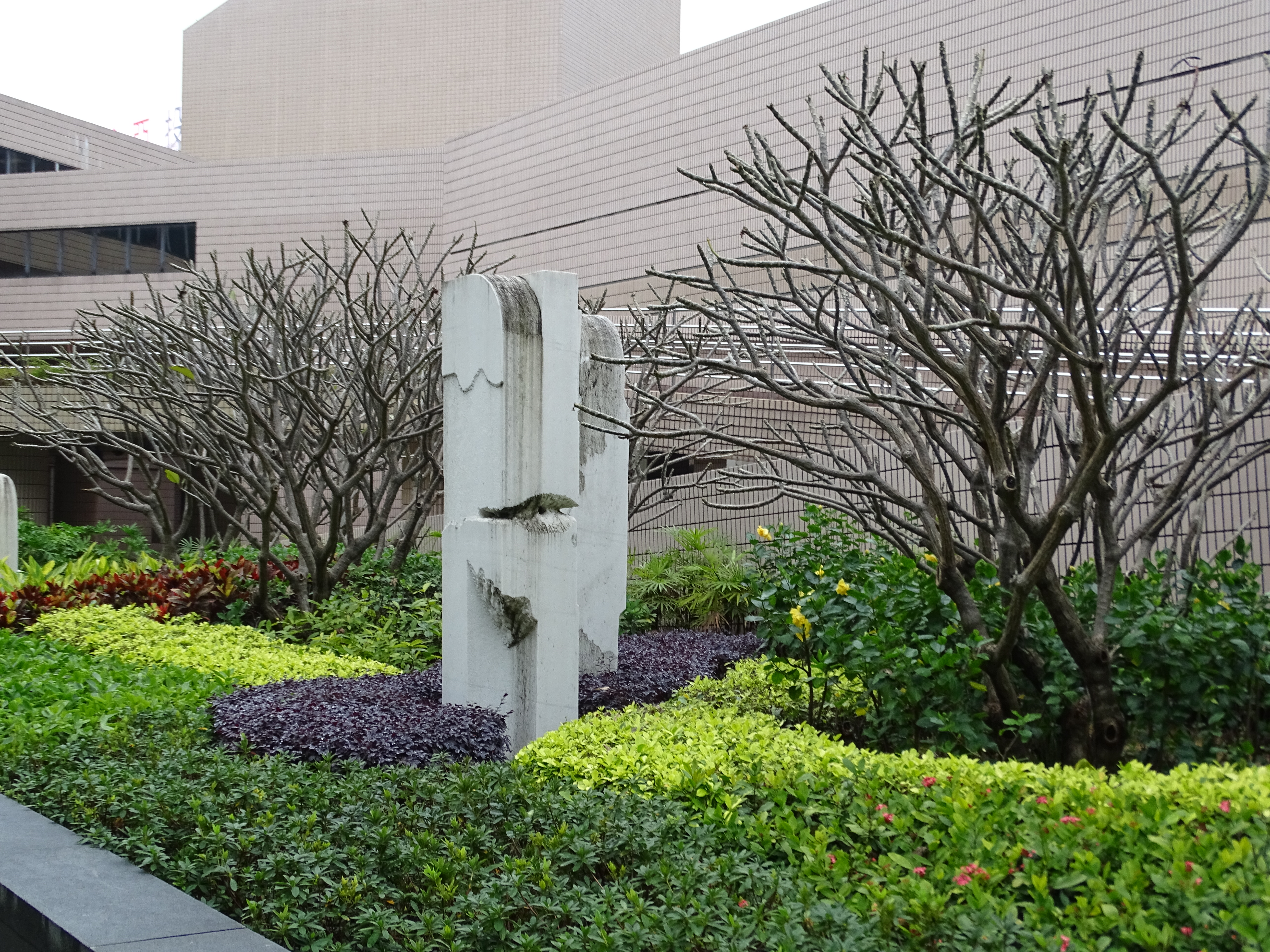
Salisbury Garden, im Hintergrund das Hong Kong Space Museum
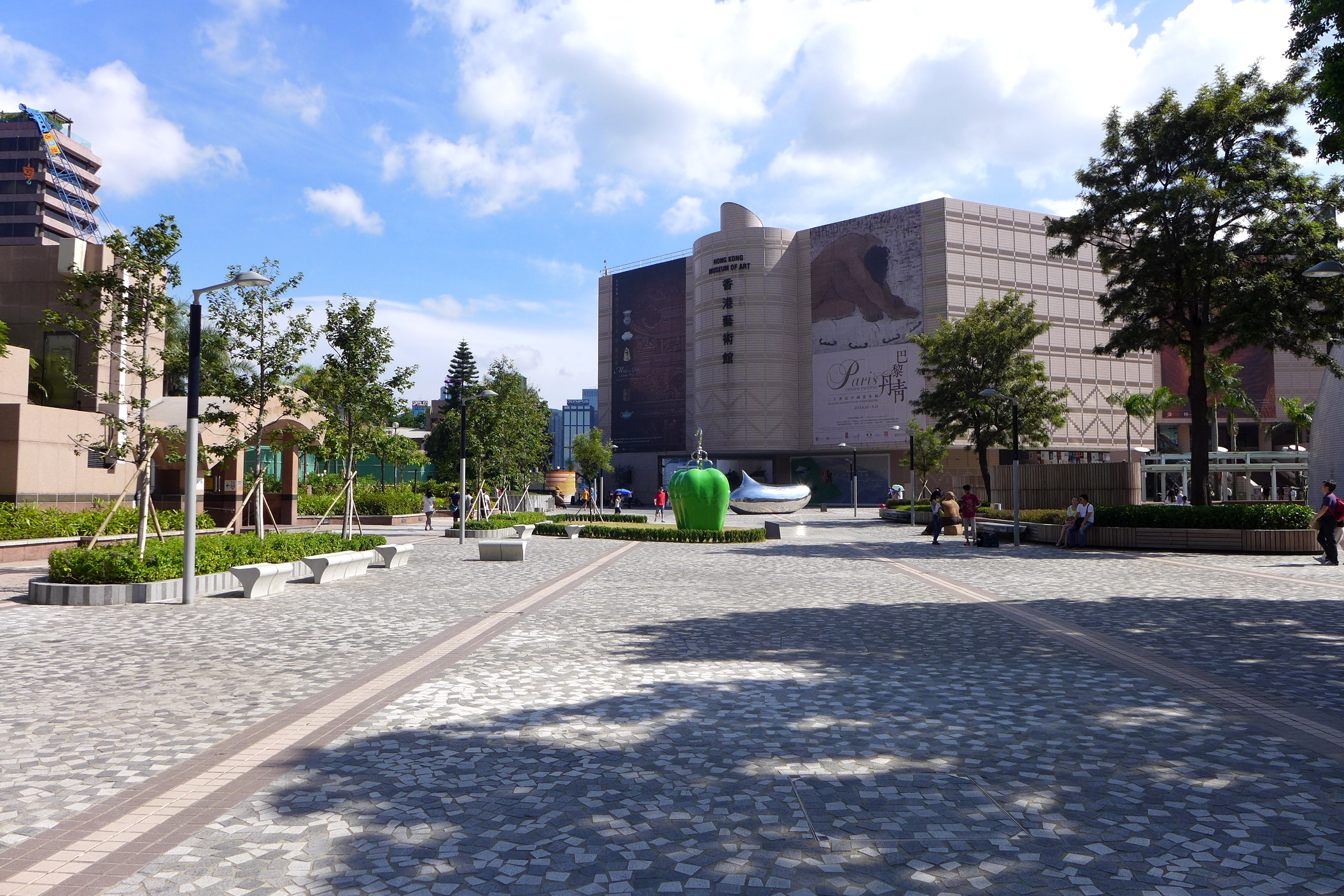
Art Square, im Hintergrund Hong Kong Museum of Art, 2014
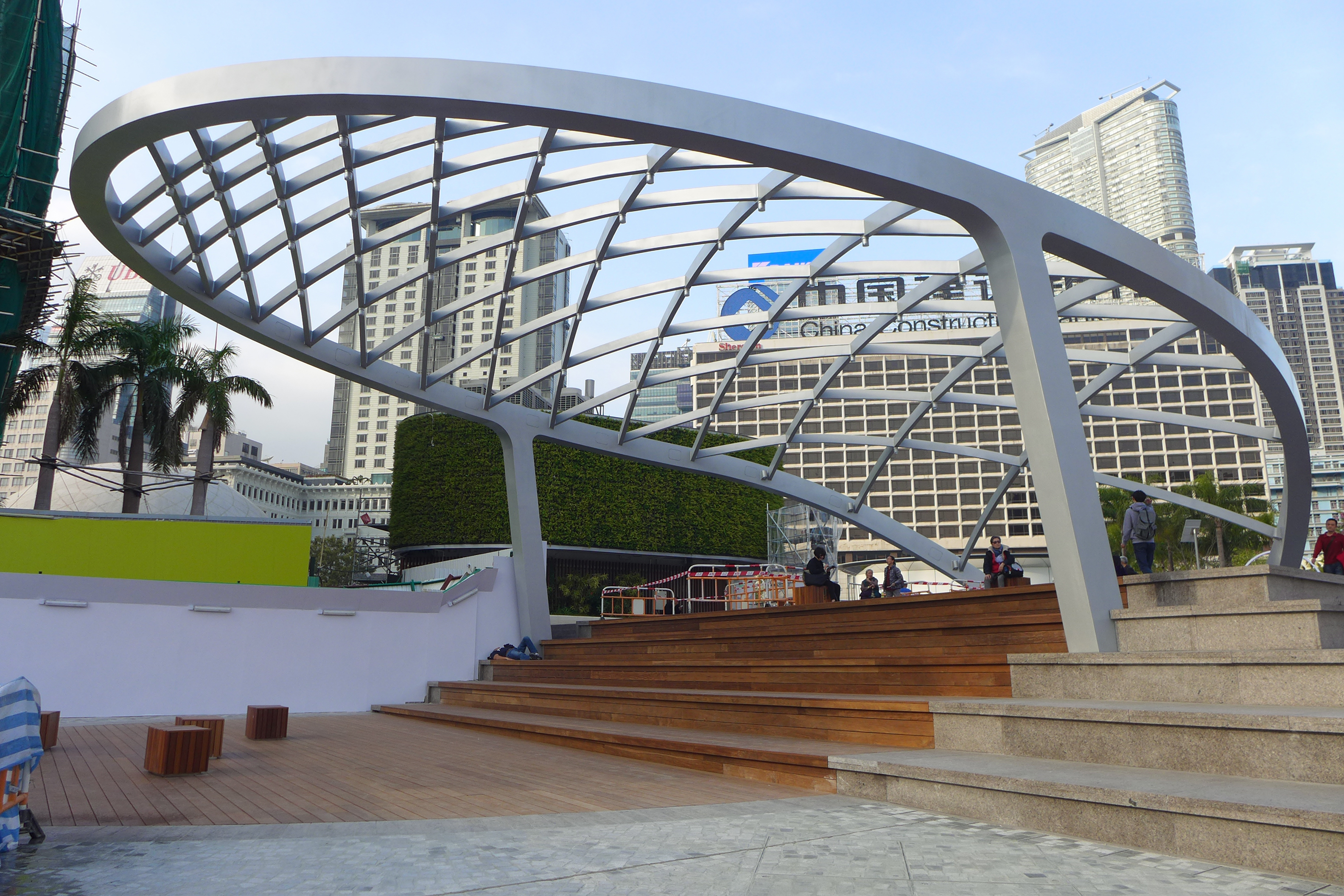
Sitzstufen Skulptur, Salisbury Garden Waterfront (Uferpromenade), 2017